# آندریا کیزا
آندریا کیزا (انگلیسی: Andrea Chiesa؛ ۶ مهٔ ۱۹۶۴) رانندهٔ سابق مسابقات اتومبیل‌رانی فرمول یک اهل میلان، ایتالیا است که با ملیت سوئیسی در این مسابقات شرکت کرد. او در ۱ مارس ۱۹۹۲ در نخستین مسابقهٔ فرمول یک خود حضور یافت و در مجموع در ۱۰ گراند پری شرکت کرد.

## حرفه

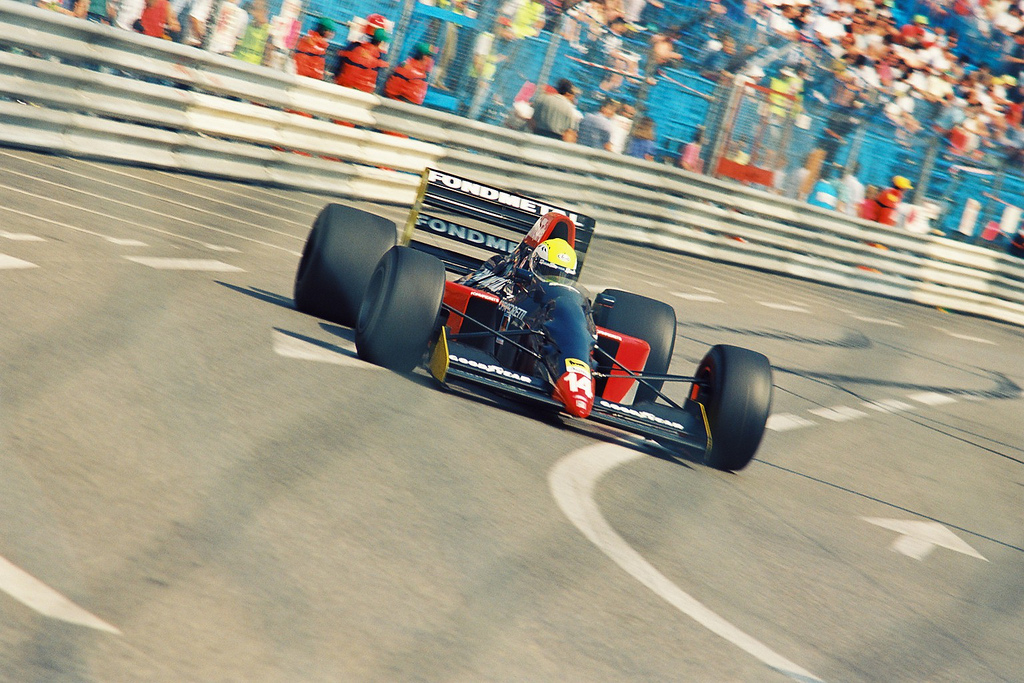
کیزا در جلسهٔ تمرین پنجشنبه پیش از جایزه بزرگ موناکو ۱۹۹۲

کیزا رانندگی در مسابقات اتومبیل‌رانی را در سال ۱۹۸۰ با کارتینگ آغاز کرد و در سال ۱۹۸۵ به مسابقات اتومبیل‌های اندازه بزرگ راه یافت و در مسابات فرمول ۳ ایتالیا و فرمول ۳۰۰۰ به رقابت پرداخت. او در سال ۱۹۹۲ وارد مسابقات فرمول یک شد و به‌عنوان رانندهٔ تیم فوندمتال انتخاب شد. با این حال، او فقط واجد شرایط حضور در سه گراند پری از ده مسابقه بود و پس از بازنشستگی از هر مسابقه، هیچ امتیازی در رده‌بندی قهرمانی رانندگان کسب نکرد. پس از جایزه بزرگ آلمان، تیم فوندمتال اریک فون د پوله را جایگزین او کرد. پس از فرمول یک، کیزا برای چندین سال مسابقات کارتینگ و خودروهای تورینگ بازگشت.
کیزا در حال حاضر با خودروهای جیتی رانندگی می‌کند. او در سال ۲۰۰۷ با تیم اسپیدی ریسینگ و با خودروی اسپایکر سی۸ جی‌تی۲ در مسابقهٔ سری لمانز شرکت کرد. در آوریل ۲۰۰۹، تیم مسابقهٔ سوئیس اعلام کرد که یک خودروی مازراتی کواتروپورته را در مسابقات خودروهای تورینگ سری ستارگان ایتالیا شرکت خواهد داد و کیزا نیز رانندهٔ این خودرو خواهد بود.

## آمار مسابقات

### نتایج کامل در فرمول ۳۰۰۰ بین‌المللی
(کلید) (مسابقه‌هایی که به‌صورت پررنگ درج شده‌اند، نشان‌دهندهٔ پول پوزیشن هستند؛ مسابقه‌هایی که به‌صورت کج درج شده‌اند، نشان‌دهندهٔ سریع‌ترین دور هستند)
| سال  | ورودی             | ۱            | ۲            | ۳       | ۴            | ۵         | ۶           | ۷            | ۸            | ۹           | ۱۰       | ۱۱          | مقام  | امتیاز |
| ---- | ----------------- | ------------ | ------------ | ------- | ------------ | --------- | ----------- | ------------ | ------------ | ----------- | -------- | ----------- | ----- | ------ |
| ۱۹۸۸ | کبرا موتوراسپورتس | خرز ع.ص.     | واللونگا ب.  | پائو ب. | سیلورستون ۱۵ | مونتزا ۶  | پرگوسا ۱۰   | برندز هچ ۸   | بیرمینگام ب. | سرت ع.ص.    | زولدر ۱۳ | دیژون ع.ش.  | ۲۰    | ۱      |
| ۱۹۸۹ | رونی موتوراسپرت   | سیلورستون ۱۱ | واللونگا ۲   | پائو ب. | خرز ب.       | پرگوسا ۱  | برندز هچ ب. | بیرمینگام ۱۳ | اسپا ۱۷      | سرت ب.      | دیژون ب. |             | ۶     | ۱۵     |
| ۱۹۹۰ | پل استوارت ریسینگ | دونینگتون ۲  | سیلورستون ب. | پائو ب. | خرز ۵        | مونتزا ۷  | پرگوسا ب.   | هوکنهایم ب.  | برندز هچ ۵   | بیرمینگام ۲ | سرت ۵    | آرماگناک ب. | ۷     | ۱۸     |
| ۱۹۹۱ | آپوماتوکس         | واللونگا ب.  | پائو ب.      | خرز ۹   | موجلو ع.ص.   | پرگوسا ب. | هوکنهایم ۱۰ | برندز هچ ۱۴  | اسپا ۱۳      | سرت         | آرماگناک |             | ر. ن. | ۰      |

### نتایج کامل در مسابقات فرمول یک
(کلید)
| سال  | ورودی        | شاسی            | موتور                   | ۱                  | ۲        | ۳          | ۴           | ۵               | ۶           | ۷           | ۸         | ۹             | ۱۰         | ۱۱       | ۱۲    | ۱۳      | ۱۴     | ۱۵   | ۱۶       | ق.ر. | نکته‌ها |
| ---- | ------------ | --------------- | ----------------------- | ------------------ | -------- | ---------- | ----------- | --------------- | ----------- | ----------- | --------- | ------------- | ---------- | -------- | ----- | ------- | ------ | ---- | -------- | ---- | ------ |
| ۱۹۹۲ | فوندمتال اف۱ | فوندمتال جی‌آر۰۱ | فورد اچ‌بی ۳٫۵ لیتری وی۸ | آفریقای جنوبی ع.ص. | مکزیک ب. | برزیل ع.ص. | اسپانیا Ret | سان مارینو ع.ص. | موناکو ع.ص. | کانادا ع.ص. |           | بریتانیا ع.ص. |            | مجارستان | بلژیک | ایتالیا | پرتغال | ژاپن | استرالیا | ر.ن. | ۰      |
| ۱۹۹۲ | فوندمتال اف۱ | فوندمتال جی‌آر۰۲ | فورد اچ‌بی ۳٫۵ لیتری وی۸ |                    |          |            |             |                 |             |             | فرانسه ب. |               | آلمان ع.ص. |          |       |         |        |      |          | ر.ن. | ۰      |

### چرخ‌باز آمریکایی
(کلید)

#### کارت
| سال  | تیم             | ۱         | ۲   | ۳   | ۴     | ۵   | ۶   | ۷   | ۸   | ۹   | ۱۰  | ۱۱  | ۱۲  | ۱۳  | ۱۴  | ۱۵  | ۱۶ | رتبه | امتیاز |
| ---- | --------------- | --------- | --- | --- | ----- | --- | --- | --- | --- | --- | --- | --- | --- | --- | --- | --- | -- | ---- | ------ |
| ۱۹۹۳ | یوروموتوراسپورت | اس‌آراف ب. | PHX | LBH | ایندی | MIL | DET | POR | CLE | TOR | MIS | NHM | ROA | VAN | MDO | NZR | LS | ۵۰   | ۰      |